# انتون پوستوپالنکو
انتون پوستوپالنکو (اوکراینی: Антон Андрійович Поступаленко؛ زادهٔ ۲۸ اوت ۱۹۸۸) بازیکن فوتبال اهل اوکراین است.
از باشگاه‌هایی که در آن بازی کرده‌است می‌توان به باشگاه فوتبال تورپیدو-بلاز ژودزینا، باشگاه فوتبال متالورگ دونتسک، باشگاه فوتبال متالیست خارکوف، باشگاه فوتبال استال آلچفسک، باشگاه فوتبال استال کامیانسکه، و باشگاه فوتبال اوورلا اوژهورود اشاره کرد.
وی همچنین در تیم‌های ملی فوتبال Ukraine national under-18 football team, Ukraine national under-19 football team، و زیر ۲۱ سال اوکراین بازی کرده‌است.